# Івакуні
Івакуні (яп. 岩国市, いわくにし, івакуні сі ) — місто в Японії, у східній частині префектури Ямаґуті. Засноване 1 квітня 1940 року.
Івакуні знаходиться на краю гірського масиву Тюґоку, у дельті річки Нісікі, що впадає у Внутрішнє Японське море.
Перші згадки про селище Івакуні, яке було важливим транспортним вузлом на шляху з західних провінцій до столиці Кіото, містяться у староданій збірці віршів «Манйосю». У середні віки ним керували могутні самурайські роди Оуті та Морі. У період Едо (1603 — 1867) Івакуні стало центральним замковим містечком Івакуні-хану, яким володів рід Кіккава. Під час адміністративних реформ 2-ї половини 19 століття містечко увійшло до складу префектури Ямаґуті. У 1925 році в Івакуні постали перші текстильні заводи, а також було облаштовано порт, що згодом перетворило місто на важливий промисловий центр Японії. Під час Другої світової війни Івакуні служило базою японського імперського флоту, а після її закінчення стало місцем розквартирування баз збройних сил США.
Визначними пам'ятками міста є триарковий міст Кінтай, замок Івакуні та призамкові садиби середньовічного містечка. Івакуні також відоме як місце проживання рідкісного виду білих змій.